# Gueorgui Tsybúlnikov
Gueorgui Vladislávovich Tsybúlnikov –en ruso, Георгий Владиславович Цыбульников– (11 de noviembre de 1966) es un deportista ruso que compitió en piragüismo en la modalidad de aguas tranquilas.
Participó en los Juegos Olímpicos de Atlanta 1996, obteniendo una medalla de bronce en la prueba de K4 1000 m. Ganó dos medallas de bronce en el Campeonato Mundial de Piragüismo, en el año 1993 en la prueba de K4 10 000 m en el año 1998 en la prueba de K4 1000 m.

## Palmarés internacional
| Juegos Olímpicos   | Juegos Olímpicos         | Juegos Olímpicos  | Juegos Olímpicos |
| Año                | Lugar                    | Medalla           | Evento           |
| ------------------ | ------------------------ | ----------------- | ---------------- |
| 1996               | Atlanta (Estados Unidos) | Medalla de bronce | K4 1000 m        |
| Campeonato Mundial |                          |                   |                  |
| Año                | Lugar                    | Medalla           | Evento           |
| 1993               | Copenhague (Dinamarca)   | Medalla de bronce | K4 10 000 m      |
| 1998               | Szeged (Hungría)         | Medalla de bronce | K4 1000 m        |